# Armhuis (Asper)

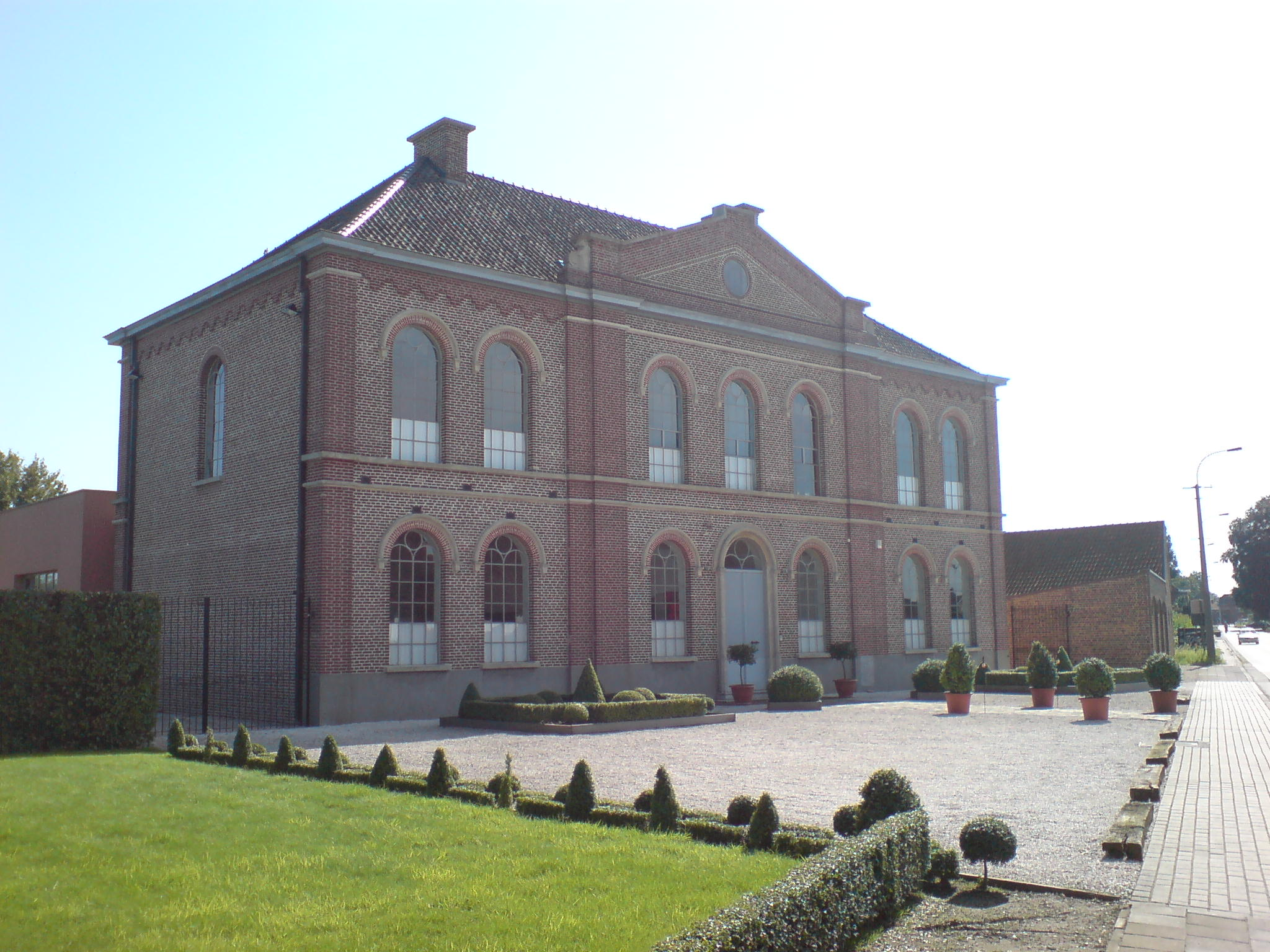
Armhuis

Het Armhuis is een voormalig armenhuis in de tot de Oost-Vlaamse gemeente Gavere behorende plaats Asper, gelegen aan de Steenweg 1.
Het huis werd in 1863 gesticht door Sabina De Groote en het werd ontworpen door Edmond de Perre-Montigny. Aanvankelijk werd het bestuurd door leken, en vanaf 1896 door de Zusters van het Heilig Hart van Maria uit Nederbrakel. Tot 1927 was het een bejaardenhuis. Het kwam later in bezit van het OCMW.
Het Armhuis is gebouwd in baksteen en oogt neoclassicistisch.